# 2019 în literatură
- 2018 în literatură — 2019 în literatură — 2020 în literatură

2019 în literatură implică o serie de evenimente:

## Cărți noi

### Ficțiune (autori străini)
- André Alexis – Days by Moonlight[1]
- Margaret Atwood – The Testaments (September 10)[2]
- Leigh Bardugo – Ninth House (October 8)[2]
- Kevin Barry – Night Boat to Tangier (June 29, UK)
- Simon Beckett – The Scent of Death (February 12, Germany; April 18, UK)
- Xurxo Borrazás – Covalladas. Prosa vertical
- Rowan Hisayo Buchanan – Starling Days (July 11, UK)
- Candice Carty-Williams – Queenie (April 11, UK)
- Ted Chiang – Exhalation: Stories (May 7)
- Ta-Nehisi Coates – The Water Dancer (September 24)[2]
- Lindsey Davis – A Capitol Death (April 4, UK)
- Lucy Ellmann – Ducks, Newburyport (July 4)
- Bernardine Evaristo – Girl, Woman, Other (May, UK)
- Lawrence Ferlinghetti – Little Boy (March)
- Alice Hoffman – The World That We Knew (September 24)
- Michel Houellebecq – Serotonin (January 4, France)
- Luke Jennings – Killing Eve: No Tomorrow (March 26, UK)
- John Lanchester – The Wall (January 17, UK)
- John le Carré – Agent Running in the Field (October 15, UK)
- Deborah Levy – The Man Who Saw Everything (August 29, UK)
- Valeria Luiselli – Lost Children Archive (March 7)
- Ian McDonald – Luna: Moon Rising (March 19)
- Ian McEwan – Machines Like Me (April)
- Maaza Mengiste – The Shadow King (September 24)
- Chigozie Obioma – An Orchestra of Minorities (January)
- Joseph O'Connor – Shadowplay (June 6, UK)
- Téa Obreht – Inland (August 13)
- Ann Patchett – The Dutch House (September 24)[2]
- Max Porter – Lanny (March 5)
- Salman Rushdie – Quichotte (August 29, UK)[2]
- Elizabeth Strout – Olive, Again (October 15)
- Zlatko Topčić – June 28, 1914 (July 5)
- Christos Tsiolkas – Damascus (Australia)
- Ocean Vuong – On Earth We're Briefly Gorgeous (June 4)[2]
- Colson Whitehead – The Nickel Boys (July 16)[2]
- Ian Williams – Reproduction (January 22, Canada)
- Jeanette Winterson – Frankissstein: A Love Story (May 28, UK)

## Premii literare
- Premii UNITER
- Medalia Premiului NobelPremiul Nobel pentru Literatură — Peter Handke ( Austria)
- Norvegia - Premiul pentru literatură al Colecției Lingvistice — Per Petterson